# Ерве Гібер
Ерве Гібер (фр. Hervé Guibert 14 грудня 1955, Сен-Клу — 27 січень 1991 року, Кламар) — французький письменник, фотограф, журналіст, сценарист. Найбільшу популярність здобули його пізні автобіографічні романи, присвячені темі СНІДу та досвіду життя з ним.

## Біографія
Ерве Гібер народився 14 грудня 1955 року в паризькому передмісті Сен-Клу в родині середнього класу післявоєнного періоду. Його батько — ветеринарний інспектор. Його сестра Домінік старша за нього на п'ять років. Визначну роль в житті автора відіграли тітки Сюзанна та Луїза.
Після паризького дитинства в 14-му окрузі він відвідує середню школу в Ла-Рошелі та вступає в театральний гурток «La Rochelle Comedy Central West». У 18 років, після закінчення школи, Гібер залишає Ла-Рошель та перебирається до Парижу. Після невдалої спроби вступити в державний інститут кінематографії IDHEC, Гібер освоює професію кінокритика. Його рецензії виходили у виданнях Cinéma, Had, Les nouvelles littéraires, 20 ans, Combat. У 1977 році він влаштувався у відділ культури газети Le Monde, у якій пропрацював до 1985 року.

## Творчість
Дебютна книга Ерве Гібера «La mort propagande» вийшла 1977 року та була опублікована видавництвом «Régine Deforges». Критик Арно Генон побачив у прозі 21-річного автора розвиток традицій Жоржа Батая, П'єра Гійота і Жана Жене. Того самого року Гібер написав п'єсу «Suzanne et Louise», яку прочитав в Авіньйоні в Ле Гелуар та почав реалізовуватися як фотограф.
1978 року була створена серія знімків у музеї «Les Coulisses du Musée Grévin» та фото своїх літніх тіток. 1979 року пройшла виставка знімків Гібера в Remise du Parc: Les Coulisses du Musée Grévin et Suzanne et Louise. У 1980 році редакція Libres-Hallier опублікувала другий роман Гібера «Suzanne et Louise», який розкрив його талант фотографа. Виставка та презентація книги відбулася в галереї Агати Гаяр у Парижі.
У 1982 році Гібер опублікував одразу три автобіографічні романи — «Les chiens», «Les aventures singulières» та «Voyage avec deux enfants», в яких повернувся до гранично відвертої розповіді про своє життя. Ці роботи зміцнили його літературну репутацію.
У 1984 році Гібер отримав премію «Сезар» за найкращий оригінальний сценарій та визнання у кіномистецтві: як співавтор сценарію до фільму Патріса Шеро «L'homme blessé» (1983). Фільм представив Францію на Каннському кінофестивалі. У сюжеті картини молодий чоловік стає одержимим своїм новим знайомим, пов'язаним із кримінальним світом, і у фіналі вбиває його. Гібер прагнув спробувати себе в режисурі; наступний сценарій створив спеціально для своєї близької подруги Ізабель Аджані та збирався поставити самостійно, проте цей проєкт так і не був реалізований, оскільки акторка втратила до нього інтерес.
З 1987 до 1989 року Гібер жив у Римі на віллі Медічі, де створив роман «Vous m'avez fait former des fantômes». 1988 року у письменника діагностували СНІД. Обставини важкої хвороби сприяли формуванню нового етапу його творчості. Тема смерті та людські почуття завжди хвилювали Гібера, і в пізній прозі ця близькість зі смертю розкрилась повною мірою. Найбільш істотний вплив на творчість у цей період зробив Томас Бернгард. Подібно австрійському автору Гібер черпав натхнення у своїй хворобі.
У романі «Другу, який не врятував мені життя» (A l'ami qui ne m'a pas sauvé la vie, 1990) Гібер детально розповів про своє життя зі СНІДом, ставши, таким чином, одним із перших публічних людей у Франції, які зважилися на подібний крок. Серед головних героїв книги — філософ Мішель Фуко (він виведений під ім'ям Музіль), який помер у 1984 році від наслідків СНІДу. Гібер близько знав французького філософа і залишив ґрунтовну хроніку останніх років його життя, які попередньо були приховані. Темі СНІДу присвячені також автобіографічні романи «Le protocole compassionnel» (1991) і «L'homme au chapeau rouge» (1992). Ці книги становлять своєрідну трилогію, яка також стала у Франції сенсацією і сприяла зміні громадської думки стосовно носіїв ВІЛ-інфекції. За пропозицією телепродюсера Паскаля Бреньо з червня 1990 до квітня 1991 року письменник щодня знімав себе на відео: свої походи в лікарню, медичні процедури, зустрічі з родичами, поїздку на острів Ельба, години апатії й самотності у власній квартирі. За безпосередньої участі Гібера, з цих плівок був змонтований фільм на шістдесят хвилин, що отримав назву «Сором або безсоромність» (La pudeur ou l'impudeur). Для смертельно хворого Гібер, який все життя прагнув до кар'єри режисера, цей проєкт став здійсненням дитячих мрій. Прем'єра картини «Сором і безсоромність» відбулася на телеканалі TF1 в січні 1992 року.
16 січня 1991 року померла літня тітка Сюзанна, яка відігравала важливу роль у житті письменника. Того самого року відбулася виставка в галереї Agathe Gaillard.
Згодом Ерве Гібер у виснаженому хворобою стані подорожував до Японії, Мартиніки, Бора-Бора, де написав «Le Paradis».
У ніч з 12 на 13 грудня 1991 року Гібер зробив спробу самогубства, його перевезли до лікарні Беклера в Кламарі. Там він помер 27 грудня. Його поховали 3 січня на острові Ельба відповідно до його побажань.

## Особисте життя
Ерве Гібер був відкритим геєм.